# 4004 Лістьєв
4004 Лі́стьєв (4004 Listʹev) — астероїд головного поясу, відкритий 16 вересня 1971 року.
Тіссеранів параметр щодо Юпітера — 3,134.
Астероїд відкрито українським астрономом Т. М. Смирновою у Кримській обсерваторії і названо в честь відомого телеведучого і журналіста Владислава Лістьєва.